# Cara mia (singel Blanki)
Cara mia – singel polskiej piosenkarki Blanki. Singel został wydany 14 lutego 2024.
Kompozycja znalazła się na 11. miejscu listy OLiA, najczęściej odtwarzanych utworów w polskich rozgłośniach radiowych.

## Geneza utworu i historia wydania
Utwór napisali i skomponowali Blanka Stajkow, Vallo Kikas, Venla Edelmann, Kim Mannila i Ilon Adlercreutz.
Singel ukazał się w formacie digital download 14 lutego 2024 w Polsce za pośrednictwem wytwórni płytowej Warner Music Poland.
14 lutego 2024 piosenka została zaprezentowana telewidzom stacji TVN w programie Dzień dobry TVN.

## „Cara mia” w stacjach radiowych
Nagranie było notowane na 11. miejscu w zestawieniu OLiA, najczęściej odtwarzanych utworów w polskich rozgłośniach radiowych.

## Teledysk
Do utworu powstał teledysk w reżyserii Magic Mars, który udostępniono w dniu premiery singla za pośrednictwem serwisu YouTube.

## Lista utworów
- Digital download[2]

1. „Cara mia” – 2:13

## Notowania

### Pozycja na liście airplay
| Kraj   | Lista (2024)                   | Najwyższa pozycja |
| ------ | ------------------------------ | ----------------- |
| Litwa  | TopHit Radio Hits              | 21                |
| Polska | OLiS – oficjalna lista airplay | 11                |
| WNP    | TopHit Radio Hits              | 254               |

## Wyróżnienia
| Rok  | Konkurs                  | Kategoria                   | Rezultat    |
| ---- | ------------------------ | --------------------------- | ----------- |
| 2024 | Gorąca 100               | 100 największych hitów 2024 | 90. miejsce |
| 2024 | Przebój roku RMF FM 2024 | Przebój roku                | 99. miejsce |